# 戸田邦司
戸田 邦司（とだ くにじ、1934年（昭和9年）11月18日 - 2023年（令和5年）9月4日）は、日本の政治家。位階は従四位、勲章は旭日中綬章。参議院議員（1期）。

## 概要
福島県いわき市四倉町出身。1959年、横浜国立大学工学部卒業。同年、運輸省入省。大学時代はヨット部で、船好きが高じて運輸省に入った。東北運輸局長を経て、1988年、首席船舶検査官。1990年、海上技術安全局長に就任。1994年、退官。同年、造船業基盤整備事業協会理事長に就任。二階俊博運輸相に請われ、1995年の第17回参議院議員通常選挙で、比例区に新進党から立候補して初当選。小沢一郎のブレーン役を果たした。1998年1月に、自由党に参加。2001年の第19回参議院議員通常選挙で再選を目指したが落選した。2005年、旭日中綬章を受章した。
2023年9月4日20時55分、自宅で死去。88歳没。死没日付をもって従四位に叙された。